# Vasily Kudinov
Vasily Kudinov (em russo:  Василий Александрович Кудинов; Ilyinka, 17 de fevereiro de 1969 – 11 de fevereiro de 2017 ) foi um handebolista profissional da Rússia, bicampeão olímpico.
Campeão olímpico em 1992, em Barcelona com a Equipe Unificada, nos Jogos Olímpicos de 2000, em Sydney, Vyacheslav Gorpishin fez parte da equipe russa que sagrou-se campeã olímpica. Na edição seguinte, em Atenas 2004, conquistou a medalha de bronze. Somente não medalhou em 1996 com um quinto lugar.